# Stanley Bruce
Stanley Bruce, 1. wicehrabia Bruce (ur. 15 kwietnia 1883 w Melbourne, zm. 25 sierpnia 1967 w Londynie) – australijski prawnik, polityk i dyplomata, w latach 1923–1929 premier tego kraju.

## Życiorys
Pochodził z rodziny zamożnych przedsiębiorców szkockiego pochodzenia. Studiował prawo w Melbourne i - w latach 1902-1905 - w Trinity Hall na Uniwersytecie Cambridge, po czym w 1907 otworzył praktykę adwokacką w Londynie. W czasie I wojny światowej walczył we Francji, gdzie w 1917 odniósł poważne rany. Jeszcze w trakcie rehabilitacji, wrócił do Australii i zaangażował się w promowanie ochotniczej służby wojskowej. Zwróciło to na niego uwagę działaczy Nacjonalistycznej Partii Australii (NPA), którzy zaproponowali mu start, jak się okazało udany, w wyborach parlamentarnych w 1919. W 1921 został ministrem finansów w rządzie Billy’ego Hughesa. W 1922 NPA utraciła większość parlamentarną i konieczne okazało się stworzenie koalicji z Partią Agrarną (CP), która jednak jako warunek swojego akcesu do rządu postawiła wymianę niepopularnego premiera. Kompromisowym kandydatem okazał się zaledwie 39-letni wówczas Bruce.
Jego nominacja była symbolicznym przełomem w dziejach politycznych Australii, był bowiem pierwszym premierem, którego kariera polityczna rozpoczęła się już po powstaniu federacji sześciu dotychczasowych kolonii brytyjskich, jakie miało miejsce w styczniu 1901. Jako szef rządu stworzył udany duet ze swoim ministrem finansów i zarazem liderem partii koalicyjnej, Earlem Page'em, z którym wspólnie wygrywali wybory w 1925 i 1928. Rok później rząd padł jednak ofiarą rozłamu wewnątrz NPA kierowanego przez Hughesa. Odbyły się przedterminowe wybory, w których Bruce stracił nie tylko fotel szefa gabinetu, ale nawet – jako jeden z dwóch urzędujących premierów Australii w historii (obok Johna Howarda) – miejsce w parlamencie.
W 1931 wrócił do wielkiej polityki jako minister bez teki w rządzie Josepha Lyonsa. Premierowi jego powrót był jednak nie na rękę i dlatego w 1933 wysłał Bruce’a do Londynu na stanowisko wysokiego komisarza Australii w Wielkiej Brytanii. Pełnił tę funkcję przez 12 lat, będąc m.in. najważniejszym wyrazicielem interesów Australii na londyńskich salonach w latach II wojny światowej. W uznaniu zasług z tego okresu w 1947 otrzymał od brytyjskiego monarchy tytuł szlachecki wicehrabiego.
Stał na czele Światowej Rady Żywności (1947-1951) oraz przewodniczył Brytyjskiej Korporacji Finansowo-Przemysłowej (1947-1957).
Reszta jego życia to czas politycznej emerytury, podczas której był jednak aktywny w rozmaitych ciałach ONZ, a także w zarządach i radach nadzorczych wielu firm.